# Биометеоролошка прогноза
Биометеоролошка прогноза један је од облика предвиђања могућих штетних утицаја климатских промена, настала након вишегодишње примене истраживања везаних за медицинску метеорологију и хуману биометеорологију. Биометеоролошка прогноза настаје након мултидисциплинарног рада прогностичара, биометеоролога и лекар.

## Историја
Рани метод биометеоролошких прогноза развијен је током касних 1990-их. Заснован је на односу између дневне појаве масовнијих здравствених проблема  и величине 24-часовних разлика парцијалне густине кисеоника у ваздуху.
Десет година касније, применом нових технолошких метода, развијен је нови модел како би се здравственим установама понудила оперативна биометеоролошка прогноза. Након задовољавајућег процеса валидације, званична услуга биопрогнозе понужена је здравственим установама, при чему је  ефикасност прогнозе имала је различите нивое успеха:
- 94% - за нападе бронхијалне астме,

- 88% - за хипертензивну кризу,

- 85% - за  цереброваскуларне болести (85%),

- 82% - за мигрену,

- 75% - за кардиоваскуларне болести.

Од 2008. примена овог модела  проширила се у многе регионе света, што је омогућило почетак регионалног праћења метеоролошких ефеката, пратећи појаву и кретање подручја са већим временским контрастима, дефинисаних према нормализованој скали 24-часовних разлика парцијалне густине кисеоника у ваздуху.

## Намена
Основна намена биометеоролошка прогнозе  је  да унапреди живот човека и да побољша његов осећај здравља и расположења. На основу ње је могуће дац здрава или болесна особа правилно планирати активности наредних неколико дана.
Препоруке биопрогностичара посебно су важне за одређена група болесника које у дане за које је сачињена биометеоролошка прогноза,  избегавају велике психичке или физичке напоре,  и изврше прерасподелу послова за неки други дан када ће временска ситуација за њих бити повољнија. Тиме ће ова група болесника избећи додатни неповољан утицај климе на њихове тегобе узроковане основном болешћу.
Уколико се прогнозирају повољне биометеоролошке прилике за одређену групу болесника, препоручује се да они тај дан испланирају све важније и теже послове, јер ће им додатни повољан утицај временских услова омогућити лакше, брже, и по здравље мање штетно обављање тих послова.
Имајући у виду значајан психички ефекат метеоролошких услова,  биометеоролошке прогнозе може психијатријским болесницима стручн о обијаснити да су његови болови и тегобе појачани услед временских прилика, и да могу очекивати да ће кад неповољни услови прођу доћи до смањења њихових психичких  тегоба.
Давања упозорења о опасностима  од топлоте и хладноће
Ефективна температура представља меру човековог субјективног осећаја реалне температуре ваздуха. Тај осећај је значајно различит од стварне температуре у зимском периоду услед утицаја велике брзине ветра, а у летњем периоду услед велике релативне влажности. Те разлике понекад зими достижу и неколико десетина степени. Имајући ово у виду  у оквиру биометеоролошке прогнозе  дају се најаве за дане када је ефективна температура у границама неповољних вредности за човечији организам.:
- опрезности,
- изузетне опрезности,
- опасности и
- изузетне опасности.

Примера ради у летњем периоду се  дају најаве одређеним групама болесника о спарном времену које нарочито негативно  утиче на њихово здравствено стање. А у сарадњи са лекарима, у оваквим ситуацијама биометеоролошка прогноза садржи и конкретне препоруке о понашању ризичних група оболелих.